# Benvenuto Donati
Benvenuto Donati (Modena, 8 febbraio 1883 – Modena, 8 febbraio 1950) è stato un filosofo italiano.

## Biografia
Dopo la laurea in giurisprudenza all'Università di Modena nel 1905, insegnò filosofia del diritto in diverse università per tornare infine a Modena nel 1925. Nelle sue esperienze universitarie collaborò spesso alla riorganizzazione bibliotecaria divenendo anche socio dell'Associazione italiana biblioteche. Nel 1938, in seguito all'emanazione delle Leggi razziali fasciste, e all'espulsione dall'insegnamento e dalla frequenza delle biblioteche e degli archivi, fu costretto, nel 1943, a riparare in Svizzera, venendo reintegrato nell'insegnamento nel 1945. Accanto a importanti lavori di filosofia del diritto, fornì contributi nell'ambito degli studi su Vico e Muratori. Fu socio dell'Accademia delle Scienze di Torino e, dal 1946 alla morte, presidente dell'Accademia nazionale di scienze, lettere e arti di Modena. Nel 2002 è stato pubblicato dalla casa editrice Le Lettere, a cura di Paolo Simoncelli, il Carteggio: 1920-1943, con Giovanni Gentile. 

## Opere principali
- L'elemento formale nella nozione del diritto, Torino, UTET, 1907
- Interesse ed attività giuridica, Bologna, Zanichelli, 1909
- Fondazione della scienza del diritto, Padova, CEDAM, 1929
- Ludovico Antonio Muratori e la giurisprudenza del suo tempo: contributi storico-critici, Modena, Università degli studi, 1931
- Nuovi studi sulla filosofia civile di Giambattista Vico, Firenze, Le Monnier, 1936